# Ковалёв, Николай Иванович (учёный)
Николай Иванович Ковалёв (1913 — 3 октября 2004) — один из основателей ленинградской школы технологии общественного питания, исследователь истории русской кухни.

## Биография
В 1935 году окончил Ленинградский институт инженеров общественного питания. Участвовал в налаживании общественного питания в блокадном Ленинграде. В 1945 году арестован по ложному обвинению в измене Родине, но оправдан военным трибуналом.
В 1957 году начал научную деятельность. В 1967 — заведующий кафедрой в Ленинградском институте советской торговли (ЛИСТ) им. Ф. Энгельса. Автор нескольких десятков трудов по технологии общественного питания, подготовил более 30 кандидатов технических наук. В 1991 году в возрасте 78 лет защитил докторскую диссертацию.

## Научная деятельность
В 1977 году о деятельности молодого ученого рассказывает М. Медведев в книге «Страна кулинария»: Ленинградский ученый Н. Ковалёв восстановил рецептуру многих забытых кушаний. В частности Ковалёвым был восстановлен и изучен рецепт четверговой соли.